# 小便斗除臭劑

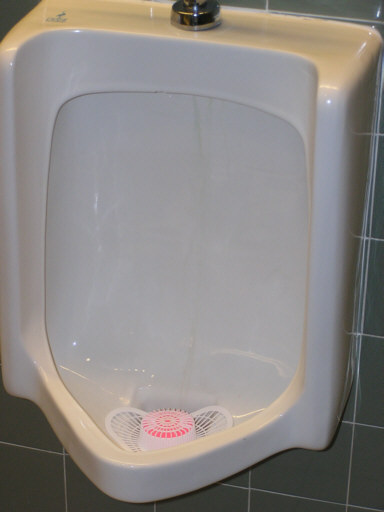
喬治亞南方大學小便斗中的粉红色除臭劑

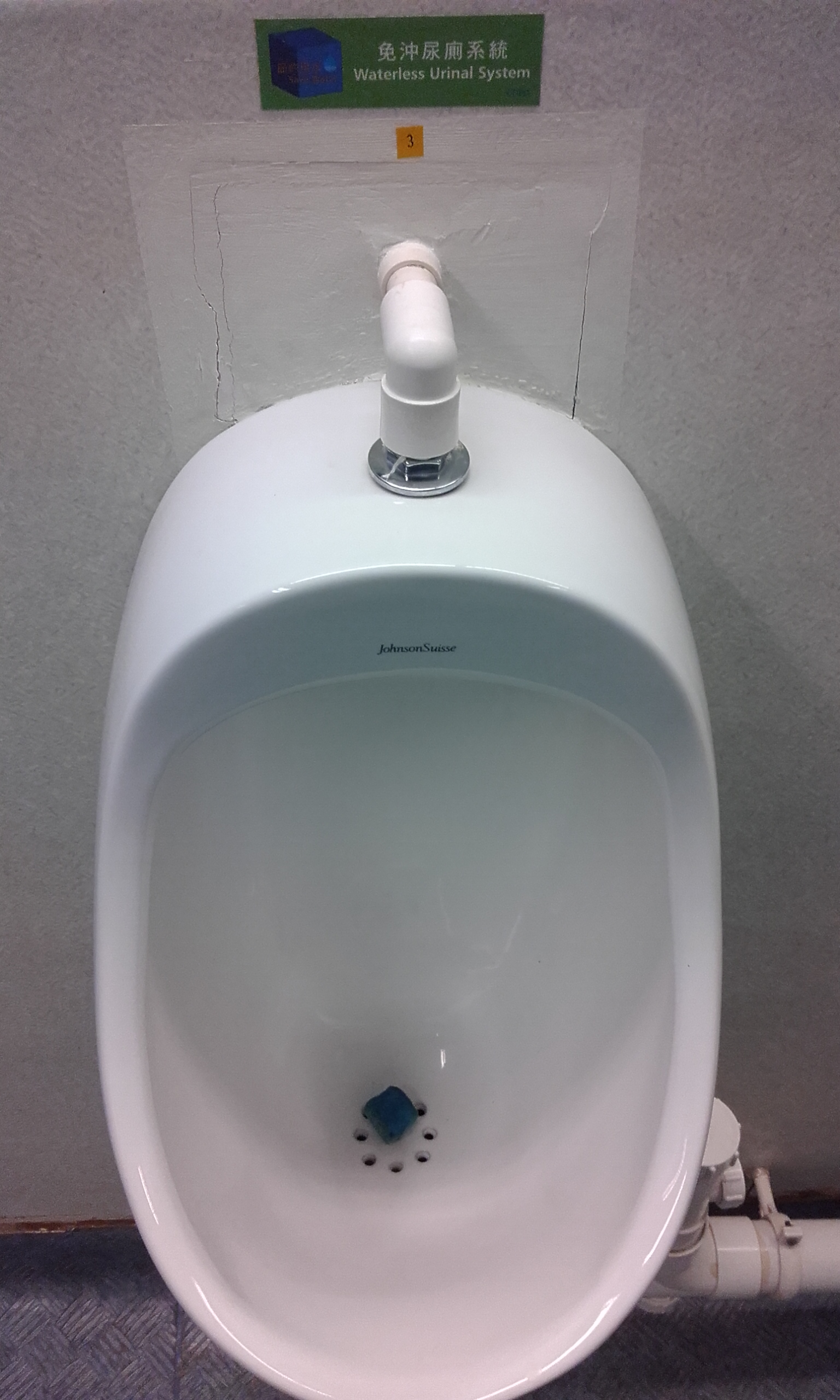
香港城市大學的Johnson Suisse無水小便斗排水口上方的除臭劑

小便斗除臭劑（也被稱為小便斗芳香劑、除臭芳香劑）是放置於小便斗的小塊狀消毒藥劑，含有對二氯苯（pDCB）。除了消毒以外，這些藥劑也有減少或掩蓋小便斗氣味的功能。 除臭劑放置在小便斗排水口上方，藥劑本身通常被有孔洞的塑膠製外殼包住，防止溶解變小時流到排水管道中

## 外觀
小便斗除臭劑為塊狀（通常是圓柱形）。

## 成分
小便斗除臭劑有多種配方。最初的配方是萘，後來使用對二氯苯，現在已知吸入這兩種物質都會危害健康，而目前部分地區已禁用對二氯苯除臭劑。以對二氯苯與萘製成的除臭劑不易溶於水或尿液，但易昇華到空氣中，產生令人作嘔的甜味，具有防霉和消毒作用。 
現在已有不含對二氯苯的除臭劑，這種替代品是以界面活性劑成分製成的水溶性藥劑，具有一定的主動清潔功能，可以清潔水管，消除導致異味的根源。一些最近的配方還包含細菌孢子，再加上界面活性劑的清潔功效，可以更徹底地消除異味和由存水彎和管道中的固態髒污堆積引起的堵塞。一些製造商還宣稱這些「生物除臭劑」可以用於完全不冲水的無水小便斗。
這種新型替代藥劑不只散發好聞的氣味，也能消毒並清潔小便斗與馬桶。此類藥劑的功效可以透過添加芳香味化合物與季銨鹽增強。 
一些小便斗除臭劑含有酵素，具有清除管道內堆積物的功能。
小便斗本身的自動沖水功能與／或冰塊有時也被當成小便斗除臭劑的替代品。 

## 液體產品作為替代品
自 2001 年以來，市場上也出現了這樣的系統，在每次沖洗過程中，清潔和芳香物質會從另外獨立的裝置中少量釋放出來。